# Cauquenia maule
Genre
Espèce
Cauquenia maule, unique représentant du genre Cauquenia, est une espèce d'araignées aranéomorphes de la famille des Zoropsidae.

## Distribution
Cette espèce est endémique du Chili. Elle se rencontre dans les régions du Maule et du Biobío.

## Description
Le mâle holotype mesure 12,51 mm et la femelle paratype 15,56 mm.

## Étymologie
Son nom d'espèce lui a été donné en référence au lieu de sa découverte, la région du Maule.

## Publication originale
- Piacentini, Ramírez & Silva, 2013 : Systematics of Cauquenia (Araneae: Zoropsidae), with comments on the patterns of evolution of cribellum and male tibial crack on Lycosoidea. Invertebrate Systematics, vol. 27, p. 567-577.